# Карл Валрад Вилхелм фон Салм-Грумбах
Карл Валрад Вилхелм фон Салм-Грумбах (на немски: Karl Walrad Wilhelm von Salm-Grumbach; * 10 октомври 1701; † 11 юли 1763) е граф на Салм-Даун и вилд– и рейнграф в Грумбах.

## Произход
Той е най-големият син на вилд и рейнграф Карл Лудвиг Филип фон Салм-Грумбах (1678 – 1727) и първата му съпруга принцеса Мария Вилхелмина Хенриета фон Насау-Узинген (1679 – 1718), дъщеря на княз Валрад фон Насау-Узинген (1635 – 1702) и Катерина Франсоаз комтеса дьо Круа-Рьол († 1686). Брат е на Леополд Фридрих Ернст Максимилиан фон Салм-Грумбах (* 4 юни 1705; † 7 февруари 1737), граф на Салм, вилд-рейнграф в Грумбах, неженен.
Баща му се жени втори път на 13 юли 1720 г. в Грумбах за графиня София Доротея фон Насау-Саарбрюкен (1670 – 1748).
Карл Валрад Вилхелм фон Салм-Грумбах умира на 11 юли 1763 г. на 61 години.

## Фамилия
Карл Валрад Вилхелм фон Салм-Грумбах се жени на 13 септември 1728 г. за графиня Юлиана Франциска фон Прьозинг и Лимпург (* 15 февруари 1709; † 13 декември 1775), дъщеря на граф Йохан Баптист Рудолф фон Прьозинг и Лимпург, фрайхер цу Щайн на Грос-Ветцдорф († 1718) и Вилхелмина София Ева фон Лимпург (1677 – 1735). Те имат седемнадесет деца:
- Карл Лудвиг Вилхелм Теодор фон Салм-Грумбах (* 14 юли 1729; † 23 май 1799, Вецлар), вилд и рейнграф Салм-Грумбах и Даун, женен I. на 17 май 1768 г. в Дюркхайм за принцеса Мариана фон Лайнинген (* 27 октомври 1754; † 16 февруари 1792), II. на 3 септември 1792 г. в Браунфелс за принцеса Августа Луиза фон Золмс-Браунфелс (* 15 януари 1764, Браунфелс; † 8 септември 1797, Браунфелс), III. на 22 януари 1798 г. за графиня Фридерика Вилхелмина фон Сайн-Витгенщайн-Хоенщайн (* 26 март 1767; † 20 декември 1849, Варлар)
- Леополдина Вилхелмина Доротея фон Салм-Грумбах (* 24 юли 1730; † 13 август 1730)
- Леополдина София Вилхелмина фон Салм-Грумбах (* 17 ноември 1731; † 28 февруари 1795), омъжена на 3 май 1753 г. за граф Георг Вилхелм фон Ербах-Ербах-Райхенберг (* 19 юли 1686, Фюрстенау; † 31 май 1757, Висбаден)
- Каролина Фридерика фон Салм-Грумбах (* 4 април 1733; † 23 юли 1783), омъжена I. на 25 октомври 1747 г. за граф, вилд-рейнграф Йохан Фридрих фон Салм-Даун-Пютлинген (* 24 юли 1724; † 27 януари 1750), II. на 9 април 1756 г. за граф Карл Фридрих фон Вартенслебен (* 13 март 1710; † 6 март 1778, Бон)
- Кристиана Каролина Луиза фон Салм-Грумбах (* 20 април 1734, Грумбах; † 11 май 1791, Меерхолц), омъжена на 11 юни 1762 г. в Грумбах за граф Йохан Фридрих Вилхелм фон Изенбург-Бюдинген-Меерхолц (* 2 май 1729, Меерхолц; † 4 май 1802, Меерхолц)
- Кристиана Франциска Елеонора фон Салм-Грумбах (* 10 август 1735; † 29 ноември 1800), омъжена на 5 декември 1754 г. за граф Кристиан Йохан фон Лайнинген-Вестербург (* 31 август 1730; † 20 февруари 1770)
- Кристиан Хайнрих фон Салм-Грумбах (* 19 септември 1736; † 26 август 1737)
- Филипина Августа фон Салм-Грумбах (* 6 февруари 1737; † 2 април 1792), омъжена на 18 юли 1766 г. за граф Карл II Густав Райнхард Валдемар фон Лайнинген-Вестербург 1787 – 1798 (* 28 юни 1747; † 7 юни 1798)
- Фридрих Филип фон Салм-Грумбах (* 10/16 януари 1739; † 3 май 1746)
- София Хенрита фон Салм-Грумбах (* 14 май 1740; † 20 февруари 1800, Гелнхаузен), омъжена на 15 януари 1772 г. в Грумбах за ландграф Фридрих фон Хесен-Филипстал-Бархфелд (* 13 февруари 1727; † 13 ноември 1777)
- Вилхелм Кристиан фон Рейнграфенщайн-Хорстмар (* 17 юли 1741; † 18 май 1810/1816), вилд-рейнграф в Рейнграфенщайн-Хорстмар, женен на 19 октомври 1784 г. за Луиза Шарлота фон Даун-Гаугревайлер (* 10 март 1763; † 30 март 1837)
- Карл Август фон Салм-Грумбах (* 13 август 1742; † 8 септември 1800), граф на Салм, вилд-и рейнграф в Грумбах, неженен
- Йохан Фридрих фон Салм-Грумбах (* 5 ноември 1743; † 1819)
- Франциска Юлиана Шарлота фон Салм-Грумбах (* 25 ноември 1744; † 30 декември 1820, Кройцвертхайм), омъжена на 23 март 1779 г. в Грумбах за княз Фридрих Карл Готлоб фон Льовенщайн-Вертхайм-Фройденберг (* 29 юли 1743, Вертхайм; † 29 август 1825, Кройцвертхайм)
- Йохан Албрехт Лудвиг фон Салм-Грумбах (* 13 януари 1746; † 28 май 1778), женен на 28 януари 1989 г. във Виена за графиня Мария Кристина Луиза Фирнхабер фон Еберщайн (1759 – 1799)
- Филип Франц фон Салм-Грумбах (* 23 февруари 1747; † 3 април 1770)
- Хайнрих Фридрих Валрад фон Салм-Грумбах (* 9 септември 1748; † 21 февруари 1815)